# Vladimír Martinec
Vladimír Martinec, född den 22 december 1949 i Lomnice nad Popelkou i Tjeckoslovakien, är en tjeckisk ishockeytränare och en före detta ishockeyspelare. Han rankas som en av Europas bästa spelare och erhöll Gyllene Hockeyklubban för årets bästa spelare i Tjeckoslovakien fyra gånger 1973, 1975, 1976 och 1979.

## Spelarkarriär
Martinec startade sin karriär 1967 i Tesla Pardubice i den tjeckoslovakiska ligan, Extraligan, med vilka han spelade med fram till 1981, förutom en säsong 1978/1979 då han spelade med HC Dukla Jihlava, vilket ledde till 343 mål på 539 matcher. Säsongen 1981/1982 spelade han i den tyska ligan och ESV Kaufbeuren. Han stannade i klubben till säsongen 1984/1984 då Martinec avslutade sin aktiva karriär. 
Martinec bedömdes ha stor kreativitet och kallades Räven då han ofta gjorde, ur försvararna synvinkel, det helt oväntade .

### Internationellt
Vladimír Martinec var en stående kraft i det Tjeckoslovakiska landslaget under 1970-talet. Han deltog i alla världsmästerskap i ishockey mellan 1970 och 1979, samt att han deltog i laget i 1981 års VM. Han var med och vann VM tre gånger, 1972, 1976 och 1977, och blev uttagen i All Star Team fyra gånger, 1974, 1975, 1976 och 1977. Andra höjdpunkter i hans internationella karriär var deltagandet i tre Olympiska spel, 1972, 1976 och 1980, samt deltagande i Canada Cup 1976 då Tjeckoslovakien slutade tvåa. Han spelade 289 matcher för sitt landslag och gjorde 155 mål.

## Tränarkarriär
Efter sin aktiva karriär blev Vladimír Martinec 1985 coach för utvecklingslaget i Tesla Pardubice. 1998 blev han anställd som coach för A-laget innan han 1990 återvände till Tyskland och blev andretränare under Richard Pergl för ESV Kaufbeuren. När laget gick upp i den högsta divisionen inför säsongen 1991/1992 blev Martinec huvudcoach. Han var huvudtränare för laget fram till dess konkurs under december 1993. 
Från och med 1998 blev han andretränare inom det Tjeckiska landslaget och ver med och ledde laget fram till OS-guld 1998 och tre världsmästartitlar, 1999 - 2001. Han var också hjälptränare till OS 2002 i Salt Lake City. Juniorlandslaget i ishockey tränades av Martinec under JVM i ishockey 1998.
2001 blev han upptagen i IIHF:s Hall of Fame.
Säsongen 2004/2005 ledde han som chefscoach laget HC Moeller Pardubice till den Tjeckiska mästartiteln.
Idag leder Vladimír Martinec tillsammans med Vladimír Štastný en ishockeyskola i Tjeckien.

## Meriter
- Världsmästerskap
VM-guld 1972, 1976, 1977
VM-silver 1971, 1974, 1978, 1979
VM-brons 1970, 1973, 1975, 1981
Utvald till bäste forward VM 1976
Vinnare av skytteligan VM 1976
All-Star-Team VM 1974, 1975, 1976, 1977
- Olympiska vinterspelen:
OS-silver 1976 i Innsbruck
OS-brons 1972 i Sapporo
- I Tjeckoslovakien:
Guldklubban som bästa spelare i Tjeckoslovakien 1973, 1975, 1976, 1979
All-Star-Team i Extraligan säsongen 1976/1977
- Som tränare:
VM-guld 1999, 2000, 2001
OS-guld 1998
Vinnare av det tjeckiska mästerskapen 2005